# Казимир VII
Казимир VII (IX) (пол. Kazimierz VII; 22 марта 1557, Вольгаст, Мекленбург — Передняя Померания — 10 мая 1605, Дарлово) — лютеранский епископ Камминский (1574—1602), герцог Дарловский и Бытувский (1600—1605), Щецинский (1603).

## Биография
Представитель династии Грифичей. Младший (седьмой) сын Филиппа I (1515—1560), герцога Померанского (1531—1532), Щецинского (1531—1532) и Вольгастского (1532—1560), и Марии Саксонской (1515—1583).
Учился в Грайфсвальдском и Виттенбергском университетах. С юных лет он предназначался на должность епископа Камминского, при разделе княжества в 1569 году ему была гарантирована эта должность. 26 октября 1574 года Казимир вступил в сан епископа Камминского. С 1592 года его резиденцией был красивый замок Казимир Поморский (Казимирбург) под Кошалином.
В 1600 году после вступления своего старшего брата Барнима X Младшего на штеттинский герцогский трон, Казимир получил во владение от него города Дарлово и Бытув.
20 июня 1602 года из-за постоянно ухудшавшегося здоровья Казимир отказался от сана епископа в пользу своего племянника Франца, а сам поселился в приморской резиденции Нойхаузен под Дарлово. В 1603 году после смерти своего бездетного старшего брата Барнима X Младшего Казимир унаследовал Щецин (Штеттин), но уже через несколько недель он передал его своему старшему брату Богуславу XIII, мотивируя свои действия болезнью и бездетностью.
Состояние здоровья герцога постоянно ухудшалось из-за его плохого образа жизни и алкоголизма, особенно после 1595 года. В 1596 году Казимир находился на лечение в городе Цеплице-Слёнске-Здруй и, вернувшись на родину, вступил в связь со своей медсестрой, дочерью патриция Колобжега — Екатериной Фрёлих (или Фрорейх). Он поддерживал с ней отношения до конца жизни.
10 мая 1605 года в Нойхаузене под Дарлово 48-летний Казимир Поморский скончался от почечнокаменной болезни, заболевания желчных путей и пневмонии. Его тело было перевезено племянником Георгом II в Штеттин (Щецин) и захоронено в замковой церкви Святого Отто 20 июня 1605 года. Буковский и Бытувский уделы унаследовал его старший брат Богуслав XIII.